# Olympische Zomerspelen 1988

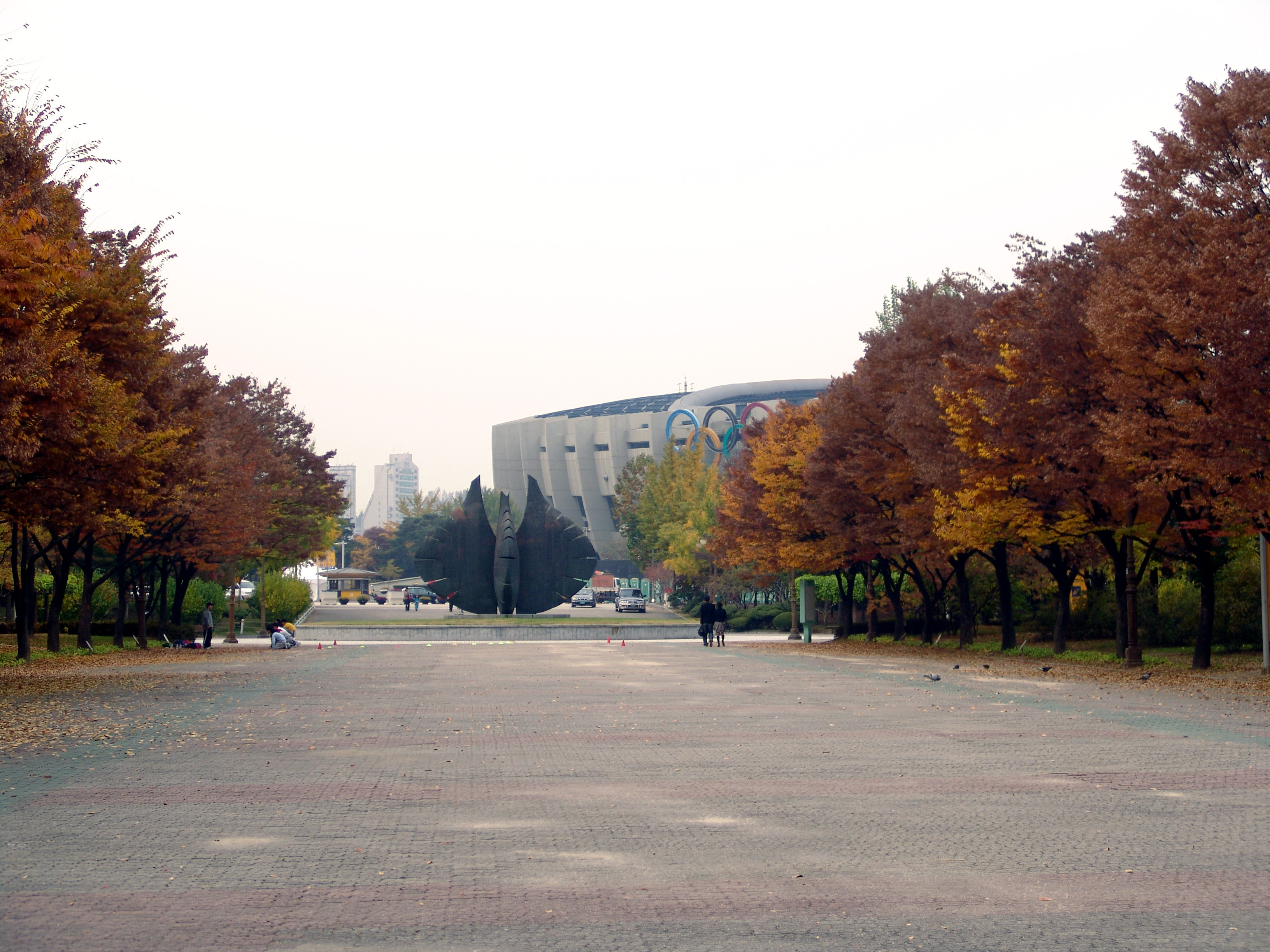
Olympisch stadion in Seoel

De Olympische Zomerspelen van de XXIVe Olympiade werden in 1988 gehouden in Seoel, Zuid-Korea. Seoel werd in 1981 tijdens een congres in Baden-Baden gekozen (vóór de Japanse stad Nagoya).
De mascotte van Seoul was Hondori.

## Deelnemers
- Aantal deelnemers
  - 8.453 (6.249 mannen en 2.202 vrouwen) uit 159 landen
- Jongste deelnemer
  - ( ANG) Nádia Cruz (13 jaar, 74 dagen)
- Oudste deelnemer
  - ( BAH) Durward Knowles (70 jaar, 323 dagen)

## Hoogtepunten
- Ondanks aanvankelijke twijfel over de keus van Zuid-Korea als gastland voor de Spelen vanwege de voortdurende spanningen met het noordelijke buurland Noord-Korea en de mensenrechtensituatie deden zich geen noemenswaardige incidenten voor. Noord-Korea probeerde een boycot tot stand te brengen bij de communistische landen, maar alleen Cuba, Ethiopië en Nicaragua gaven hieraan gehoor.
- De Spelen van Seoel waren een groot succes. Nadat de drie voorgaande Spelen telkens door een grote boycot waren getroffen, waren in Seoel bijna 160 landen aanwezig die alle werelddelen vertegenwoordigden. Het was ook de eerste keer dat de grote mogendheden het vreedzaam tegen elkaar opnamen. De Verenigde Staten, de Sovjet-Unie en de Volksrepubliek China waren alle drie van de partij in Seoel.
- Zwemster Kristin Otto (DDR) won zes gouden medailles. Verder waren er in het zwembad meerdere gouden medailles weggelegd voor Matt Biondi (5) en Janet Evans (3).
- Anthony Nesty uit Suriname werd de eerste zwarte zwemmer die een gouden medaille won. Hij is, ook na de Spelen van 2016, nog altijd de enige olympische kampioen uit Suriname.
- De Amerikaanse sprintster Florence Griffith-Joyner won drie gouden medailles. Griffith won de 100 m, de 200 m en de 4 x 100 m. Op de 200 m liep ze een nieuw wereldrecord: 21.34.
- Christa Rothenburger werd de eerste en laatste atleet die in een jaar op zowel de zomer- als de winterspelen een medaille wist te winnen. Zij won een zilveren medaille bij het wielrennen, nadat ze eerder bij de spelen in Calgary goud had gewonnen bij het langebaanschaatsen.
- De schoonspringer Greg Louganis wist zijn titels op beide duikonderdelen met succes te verdedigen, hoewel hij zijn hoofd stuitte aan de duikplank tijdens de finale vanaf de driemeterschans.
- Tennis stond opnieuw op het olympisch programma, nadat het sinds 1924 niet meer op de lijst stond. Nadat Steffi Graf eerder dat jaar al alle vier de grandslamtoernooien wist te winnen, werd ze nu ook olympisch tenniskampioen. Ze versloeg daarvoor in de finale Gabriela Sabatini. Het olympisch mannentoernooi werd gewonnen door de Tsjechoslowaak Miloslav Mečíř, die in de finale de Amerikaan Tim Mayotte versloeg.
- Er was ook een aantal dopingincidenten. De Canadese sprinter Ben Johnson moest de gouden medaille die hij won op de 100 meter weer inleveren nadat bij een dopingcontrole bleek dat hij anabole steroïden (stanozolol) had gebruikt. Johnson werd uit het olympisch dorp gezet en hij werd geschorst door de internationale atletiekfederatie. De gouden medaille werd aan de nummer twee, Carl Lewis, toegekend. Ook twee Bulgaarse gewichtheffers werden betrapt op dopinggebruik. Het hele Bulgaarse gewichthefteam trok zich daarop terug.
- De atletiek werd gedomineerd door zwarte atleten uit Amerika en Afrika. Ze wonnen alle loopnummers behalve de marathon, die gewonnen werd door een Europeaan, de Italiaan Gelindo Bordin.
- Carl Lewis kon zijn superprestatie van vier jaar eerder niet evenaren, maar won toch nog twee titels: de 100 m (na de diskwalificatie van Ben Johnson) en het verspringen.
- In de lange-afstandsnummers toonden de Kenianen hun meesterschap. Paul Ereng won de 800 m, Peter Rono de 1500 m en John Ngugi de 5000 m. Ook de gouden en zilveren posities in de 3000 meter steeple werden door Kenia bezet: Julius Kariuki won voor Peter Koech.
- Bij het turnen won de Sovjet-atleet Vladimir Artemov viermaal goud: de meerkamp voor teams, de meerkamp-individueel, aan de brug en aan het rekstok. Bij de dames won de Roemeense Daniela Silivaş driemaal goud (balk, brug met ongelijke leggers en op de grond), tweemaal zilver (meerkamp teams en individueel) en een keer brons (sprong).
- Tafeltennis deed zijn intrede op de Spelen. Zuid-Korea en China haalden beide twee titels. China leverde zelfs het volledige podium bij het vrouwen enkelspel.
- Badminton, bowlen, honkbal, taekwondo en judo voor vrouwen waren op deze Spelen een demonstratiesport. In het taekwondo won het gastland 9 van de 16 te vergeven medailles.

## Sporten
Tijdens deze Spelen werd er gesport binnen 23 sporten. Als demonstratie sporten stonden badminton, bowlen, honkbal, taekwondo en judo voor vrouwen op het programma.

### Mutaties
| Sport        | Nieuw                                                     | Verdwenen (t.o.v. 1984) | Opmerkingen                                           |
| ------------ | --------------------------------------------------------- | ----------------------- | ----------------------------------------------------- |
| atletiek     | 10.000m (v)                                               |                         |                                                       |
| boogschieten | team (m) team (v)                                         |                         |                                                       |
| judo         |                                                           | open klasse (m)         |                                                       |
| roeien       | dubbel-vier (v)                                           | dubbel-vier-met (v)     |                                                       |
| schietsport  | 10m luchtpistool (m) 10m luchtpistool (v)                 |                         |                                                       |
| tafeltennis  | enkelspel (m) enkelspel (v) dubbelspel (m) dubbelspel (v) |                         |                                                       |
| tennis       | enkelspel (m) enkelspel (v) dubbelspel (m) dubbelspel (v) |                         | Tennis keert na 64 jaar terug op de Olympische Spelen |
| wielersport  | sprint (v)                                                |                         |                                                       |
| zeilen       | 470 (v)                                                   |                         | Voor het eerst een onderdeel alleen voor vrouwen      |
| zwemmen      | 50m vrije slag (m) 50m vrije slag (v)                     |                         |                                                       |
|              | 18                                                        | -2                      | +16                                                   |

## Deelnemende landen

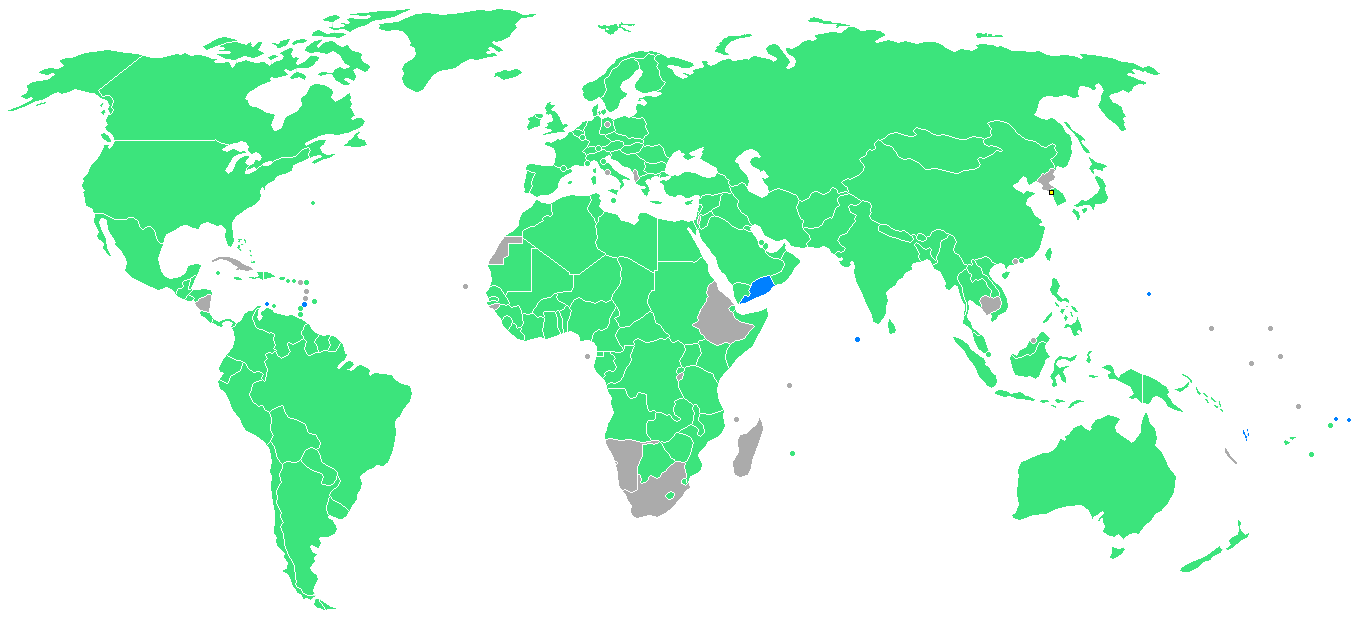

Er namen 159 landen deel aan deze Spelen. Acht landen maakten hun debuut : Aruba, Amerikaans-Samoa, Cookeilanden, Guam, Maldiven, Vanuatu, Saint Vincent en de Grenadines en Zuid-Jemen. Ook Brunei nam voor het eerst deel, maar namens het land was alleen een official en geen sporter vertegenwoordigd.
Het nummer achter het deelnemend aan geeft aan hoeveel sporters namens dat land meededen.

### Arubaanse prestaties
Bij hun eerste deelname werd Aruba vertegenwoordigd door acht olympiërs in vijf sporten. In de atletiek namen Evelyne Farrell en Cornelia Melis deel, bij het boksen Jeffrey Nedd en Hubert Wester, in het judo Victor Maduro, bij het schermen Austin Thomas bij de onderdelen floret en degen en namen Roswitha Lopez en Yvette Thuis in de zwemsport discipline synchroonzwemmen solo en bij de duetten deel. Op dit laatste onderdeel werd met de 15e plaats de beste klassering behaald.

### Belgische prestaties
- De Belgische atleten behaalden twee bronzen medailles op deze Spelen.
  - Frans Peeters behaalde de derde plaats in het kleiduifschieten.
  - Robert Van de Walle, die goud haalde op de Spelen van 1980, haalde in het judo in de klasse -95 kg weer een medaille, maar van brons deze keer.
- Er was ook nog een puike prestatie van judoka Ingrid Berghmans. Zij haalde goud, maar aangezien judo voor vrouwen nog maar een demonstratiesport was, werd ze niet in de officiële medaillelijst meegerekend.

Medailles
| Medaille  | Winnaar             | Onderdeel                       |
| --------- | ------------------- | ------------------------------- |
| Brons (2) | Frans Peeters       | schieten, kleiduifschieten-trap |
| Brons (2) | Robert Van de Walle | judo, -95 kg                    |

### Nederlandse prestaties
- Goud was er voor de roeiers Nico Rienks en Ronald Florijn bij de dubbel twee. Na een rustige start wisten ze met een tussen sprint na ongeveer 800 meter de koppositie over te nemen en stonden deze vervolgens niet meer af.
- Met een lange sprint wist Monique Knol de dameswegwedstrijd te winnen.
- Voor Regilio Tuur was uiteindelijk geen medaille weggelegd. Maar de geweldige klap waarmee hij de Amerikaan Kelcie Banks Knock-out sloeg, maakte hij wel in een keer naam in bij het boksen.
- Annemiek Derckx en Annemarie Cox haalden brons in de K2 (kajak).

Medailles
| Medaille   | Winnaar              | Onderdeel                    |
| ---------- | -------------------- | ---------------------------- |
| Goud (2)   | Rienks/Florijn       | roeien,dubbel-twee           |
| Goud (2)   | Monique Knol         | wielrennen, wegwedstrijd     |
| Zilver (2) | Dames estafetteploeg | zwemmen, 4 x 100m vrije slag |
| Zilver (2) | Leo Peelen           | wielrennen, puntenkoers      |
| Brons (5)  | Heren hockeyers      | hockey                       |
| Brons (5)  | Dames hockeyers      | hockey                       |
| Brons (5)  | Cox/Derckx           | kanovaren                    |
| Brons (5)  | Ben Spijkers         | judo, tot 86 kilo            |
| Brons (5)  | Arnold Vanderlijde   | boksen, zwaargewicht         |

### Nederlands-Antilliaanse prestaties
Bij hun achtste deelname werden de Nederlandse Antillen vertegenwoordigd door drie olympiërs in drie sporten. Bij het zeilen op het onderdeel plankzeilen behaalde Jan Boersma de eerste medaille voor de Nederlandse Antillen, hij veroverde de zilveren medaille. Jeanne Y. Lopes nam deel in de schietsport en Hilton Woods nam deel aan het baanzwemmen.
Medailles
| Sport  | Olympiër    | Onderdeel       | Medaille |
| ------ | ----------- | --------------- | -------- |
| Zeilen | Jan Boersma | plankzeilen (m) | Zilver   |

### Surinaamse prestaties
Namens Suriname namen zes olympiërs deel in vier sporten. Bij het baanzwemmen behaalde Anthony Nesty de eerste medaille voor Suriname. Hij won de gouden medaille op het onderdeel 100 meter vlinderslag. In de atletiek namen Tommy Asinga, Ivette Bonapart en Letitia Vriesde deel, bij judo Mohamed Madhar en in de wielersport Realdo Jessurun.
Medailles
| Sport   | Olympiër      | Onderdeel        | Medaille |
| ------- | ------------- | ---------------- | -------- |
| Zwemmen | Anthony Nesty | 100m vlinder (m) | Goud     |

## Medaillespiegel
Er werden 739 medailles uitgereikt. Het IOC stelt officieel geen medailleklassement op, maar geeft desondanks een medailletabel ter informatie. In het klassement wordt eerst gekeken naar het aantal gouden medailles, vervolgens de zilveren medailles en tot slot de bronzen medailles.
In de volgende tabel staat de top-10 en het resultaat van de Nederlandstalige landen. Het gastland heeft een blauwe achtergrond en het grootste aantal medailles in elke categorie is vetgedrukt.
Zie de medaillespiegel van de Olympische Zomerspelen 1988 voor de volledige weergave.
| Plaats | Land                     | NOC | Goud | Zilver | Brons | Totaal |
| ------ | ------------------------ | --- | ---- | ------ | ----- | ------ |
| 1      | Sovjet-Unie              | URS | 55   | 31     | 46    | 132    |
| 2      | DDR                      | GDR | 37   | 35     | 30    | 102    |
| 3      | Verenigde Staten         | USA | 36   | 31     | 27    | 94     |
| 4      | Zuid-Korea               | KOR | 12   | 10     | 11    | 33     |
| 5      | Bondsrepubliek Duitsland | FRG | 11   | 14     | 15    | 40     |
| 6      | Hongarije                | HUN | 11   | 6      | 6     | 23     |
| 7      | Bulgarije                | BUL | 10   | 12     | 13    | 35     |
| 8      | Roemenië                 | ROM | 7    | 11     | 6     | 24     |
| 9      | Frankrijk                | FRA | 6    | 4      | 6     | 16     |
| 10     | Italië                   | ITA | 6    | 4      | 4     | 14     |
|        |                          |     |      |        |       |        |
| 22     | Nederland                | NED | 2    | 2      | 5     | 9      |
| 29     | Suriname                 | SUR | 1    | 0      | 0     | 1      |
| 36     | Nederlandse Antillen     | AHO | 0    | 1      | 0     | 1      |
| 44     | België                   | BEL | 0    | 0      | 2     | 2      |

Atletiek · Badminton (demonstratie) · Basketbal · Boksen · Boogschieten · Gewichtheffen · Gymnastiek · Handbal · Hockey · Honkbal (demonstratie) · Judo · Kanovaren · Moderne vijfkamp · Paardensport · Roeien · Schermen · Schietsport · Schoonspringen · Synchroonzwemmen · Taekwondo (demonstratie) · Tafeltennis · Tennis · Voetbal · Volleybal · Waterpolo · Wielersport · Worstelen · Zeilen · Zwemmen
Afghanistan · Algerije · Amerikaanse Maagdeneilanden · Amerikaans-Samoa · Andorra · Angola · Antigua en Barbuda · Argentinië · Aruba · Australië · Bahama’s · Bahrein · Bangladesh · Barbados · België · Belize · Benin · Bermuda · Bhutan · Birma · Bolivia · Bondsrepubliek Duitsland · Botswana · Brazilië · Britse Maagdeneilanden · Brunei · Bulgarije · Burkina Faso · Canada · Centraal-Afrikaanse Republiek · Chili · China · Chinees Taipei · Colombia · Congo-Brazzaville · Cookeilanden · Costa Rica · Cyprus · Denemarken · Djibouti · Dominicaanse Republiek · Duitse Democratische Republiek · Ecuador · Egypte · El Salvador · Equatoriaal-Guinea · Fiji · Filipijnen · Finland · Frankrijk · Gabon · Gambia · Ghana · Grenada · Griekenland · Groot-Brittannië · Guam · Guatemala · Guinee · Guyana · Haïti · Honduras · Hongarije · Hongkong · Ierland · IJsland · India · Indonesië · Irak · Iran · Israël · Italië · Ivoorkust · Jamaica · Japan · Joegoslavië · Jordanië · Kaaimaneilanden · Kameroen · Kenia · Koeweit · Laos · Lesotho · Libanon · Liberia · Libië · Liechtenstein · Luxemburg · Malawi · Malediven · Maleisië · Mali · Malta · Marokko · Mauritanië · Mauritius · Mexico · Monaco · Mongolië · Mozambique · Nederland · Nederlandse Antillen · Nepal · Nieuw-Zeeland · Niger · Nigeria · Noord-Jemen · Noorwegen · Oeganda · Oman · Oostenrijk · Pakistan · Panama · Papoea-Nieuw-Guinea · Paraguay · Peru · Polen · Portugal · Puerto Rico · Qatar · Roemenië · Rwanda · Saint Vincent en de Grenadines · Salomonseilanden · Samoa · San Marino · Saoedi-Arabië · Senegal · Sierra Leone · Singapore · Soedan · Somalië · Sovjet-Unie · Spanje · Sri Lanka · Suriname · Swaziland · Syrië · Tanzania · Thailand · Togo · Tonga · Trinidad en Tobago · Tsjaad · Tsjecho-Slowakije · Tunesië · Turkije · Uruguay · Vanuatu · Venezuela · Verenigde Arabische Emiraten · Verenigde Staten · Vietnam · Zaïre · Zambia · Zimbabwe · Zuid-Jemen · Zuid-Korea · Zweden · Zwitserland
Olympische Zomerspelen
Olympische Winterspelen
Gerelateerd
Olympische Jeugdspelen · Paralympische Spelen · Deaflympische Spelen · Special Olympic World Games
IOC · COA · BOIC · NOC*NSF · NAOC · SOC
- Gemeinsame Normdatei: 2104662-1
- Library of Congress Control Number: n85274920
- Nationale Bibliotheek van Tsjechië: kn20091012002
- Nationale Bibliotheek van Israël: 987008637785405171
- Virtual International Authority File: 144179448